# ماریو رگویرو
ماریو رگویرو (انگلیسی: Mario Regueiro؛ زادهٔ ۱۴ سپتامبر ۱۹۷۸) یک بازیکن فوتبال اهل اروگوئه است.
وی همچنین در تیم ملی فوتبال اروگوئه بازی کرده‌است.